# سیارک ۲۰۳۱۲
سیارک ۲۰۳۱۲ (به انگلیسی: 20312 Danahy، نامگذاری:1998FH118) بیست هزار و سیصد و دوازدهمین سیارک کشف شده‌است که در ۳۱ مارس ۱۹۹۸ کشف شد.
قدر مطلق سیارک برابر ۱۶.۲ است.